# Aleksander S. Popel
Aleksander S. Popel (* 8. Oktober 1945 in Moskau) ist Professor für Biomedizinische Technik an der Johns-Hopkins-Universität in Baltimore.

## Karriere
Popel erlangte an der Lomonossow-Universität in Moskau erst einen Master of Science (1967) und später (1972) den Ph.D. 1975 kam er in die Vereinigten Staaten. Seine Stationen in den USA waren die Tulane University in New Orleans, die University of Arizona in Tucson und die University of Houston, bevor er 1984 als Associate Professor an die Johns-Hopkins-Universität ging und dort 1988 einen Lehrstuhl übernahm. Von 2003 bis 2004 hatte er Gastprofessuren am Department of Mechanical Engineering, am Massachusetts Institute of Technology und am Department of Pathology/Ophthalmology in Harvard inne. 2009 war er Gastprofessor am Newton Institute an der Universität von Cambridge. Seit 2010 ist er Professor für Biomedizinische Technik an der Johns-Hopkins-Universität. Sein Hauptforschungsgebiet ist die molekulare Systembiologie. Neben der Mitherausgeberschaft von wissenschaftlichen Fachzeitschriften ist eine weitere Tätigkeit unter vielen anderen die als Vorsitzender des Aufsichtsausschusses der Biomedical Engineering Society (BMES), der führenden biomedizinisch-technischen Berufsgruppenvereinigung in den Vereinigten Staaten.

## Publikationen (Auswahl)
- Corban G. Rivera, Sofie Mellberg, Lena Claesson-Welsh, Joel S. Bader, Aleksander S. Popel: Analysis of VEGF-A Regulated Gene Expression in Endothelial Cells to Identify Genes Linked to Angiogenesis. In: PLoS One. 13. September 2011, doi:10.1371/journal.pone.0024887.
- Esak Lee, Elena V. Rosca, Niranjan B. Pandey, Aleksander S. Popel: Small peptides derived from somatotropin domain-containing proteins inhibit blood and lymphatic endothelial cell proliferation, migration, adhesion and tube formation. In: International Journal of Biochemistry & Cell Biology. Band 43, Nr. 12, Dezember 2011, S. 1812–1821.
- Elena V. Rosca, Jacob E. Koskimaki, Niranjan B. Pandey, Antonio C. Wolff, Aleksander S. Popel: Development of a biomimetic peptide derived from collagen IV with anti-angiogenic activity in breast cancer. In: Cancer Biol Ther. Band 12, Nr. 9, November 2011, S. 808–817, doi:10.4161/cbt.12.9.17677.
- Corban G. Rivera, Elena V. Rosca, Niranjan B. Pandey, Jacob E. Koskimaki, Joel S. Bader, Aleksander S. Popel: Novel Peptide-Specific Quantitative Structure-Activity Relationship (QSAR) Analysis Applied to Collagen IV Peptides with Antiangiogenic Activity. In: J Med Chem. Band 54, Nr. 19, Oktober 2011, S. 6492–6500, doi:10.1021/jm200114f.
- Corban G. Rivera, Joel S. Bader, Aleksander S. Popel: Angiogenesis-associated crosstalk between collagens, CXC chemokines, and thrombospondin domain-containing proteins. In: Ann Biomed Eng. Band 39, Nr. 8, August 2011, S. 2213–2222, doi:10.1007/s10439-011-0325-2.
- Prakash Vempati, Aleksander S. Popel, Feilim Mac Gabhann: Formation of VEGF isoform-specific spatial distributions governing angiogenesis: computational analysis. In: BMC Syst Biol. Mai 2011, doi:10.1186/1752-0509-5-59.
- Elena V. Rosca, Jacob E. Koskimaki, Corban G. Rivera, Niranjan B. Pandey, Amir P. Tamiz, Aleksander S. Popel: Anti-angiogenic peptides for cancer therapeutics. In: Curr Pharm Biotechnol. Band 12, Nr. 8, August 2011, S. 1101–1116.
- Gang Liu, Amina A. Qutub, Prakash Vempati, Feilim Mac Gabhann, Aleksander S. Popel: Module-based multiscale simulation of angiogenesis in skeletal muscle. In: Theor Biol Med Model. April 2011, doi:10.1186/1742-4682-8-6.
- Marianne O. Stefanini, Amina A. Qutub, Feilim Mac Gabhann, Aleksander S. Popel: Computational models of VEGF-associated angiogenic processes in cancer. In: Math Med Biol. Band 29, Nr. 1, März 2012, S. 85–94, doi:10.1093/imammb/dqq025.
- Polyxeni Gkontra, Magdalena M. Zak, Kerri-Ann Norton, Andrés Santos, Aleksander S. Popel, Alicia G. Arroyo: A 3D Fractal-Based Approach towards Understanding Changes in the Infarcted Heart Microvasculature. In: Nassir Navab, Joachim Hornegger, William M. Wells, Alejandro F. Frangi (Hrsg.): Medical Image Computing and Computer-Assisted Intervention – MICCAI 2015. 18th International Conference, Munich, Germany, October 5-9, 2015, Proceedings, Part III. Springer International Publishing, Basel 2015, ISBN 978-3-319-24573-7, S. 173–180, doi:10.1007/978-3-319-24574-4.
- Chen Zhao, Aleksander S. Popel: Computational Model of MicroRNA Control of HIF-VEGF Pathway: Insights into the Pathophysiology of Ischemic Vascular Disease and Cancer. In: Jeffrey J. Saucerman (Hrsg.): PLoS Computational Biology. A Peer-Reviewed Open-Access Journal. Nr. 11/2015. Charlottesville 20. November 2015, doi:10.1371/1004612.
- Hojjat Bazzazi, Aleksander S. Popel: Computational investigation of sphingosine kinase 1 (SphK1) and calcium dependent ERK1/2 activation downstream of VEGFR2 in endothelial cells. In: Scott L. Diamond (Hrsg.): PLoS Computational Biology. A Peer-Reviewed Open-Access Journal. Philadelphia 8. Februar 2017, doi:10.1371/1005332.
- Chen Zhao, Jeffrey S. Isenberg, Aleksander S. Popel: Transcriptional and Post-Transcriptional Regulation of Thrombospondin-1 Expression: A Computational Model. In: Jeffrey J. Saucerman (Hrsg.): PLoS Computational Biology. A Peer-Reviewed Open-Access Journal. Charlottesville 3. Januar 2017, doi:10.1371/1005272.
- Kerri-Ann Norton, Travis Wallace, Niranjan B. Pandey, Aleksander S. Popel: An agent-based model of triple-negative breast cancer: the interplay between chemokine receptor CCR5 expression, cancer stem cells, and hypoxia. In: BioMed Central (Hrsg.): BMC Systems Biology. Springer Nature, Berlin 11. Juli 2017, doi:10.1186/s12918-017-0445-X.